# 독립행정법인
독립행정법인(일본어: 独立行政法人 도쿠리쓰교세호진[*])은 법인 중 일본의 독립 행정 법인 통칙법 제 2조 제 1항에 규정된 법인이다.